# Charlotte Vanhove
Charlotte Vanhove (dite « Caroline »), plus connue sous les noms de madame Talma ou Caroline Talma, née à La Haye le 10 septembre 1771 et morte à Paris 15e, rue de Vaugirard, le 10 avril 1860, est une actrice française.

## Biographie
Fille des comédiens Charles-Joseph Vanhove et Andrée Coche, nièce d'autres comédiens (Famille Vanhove), elle se destine très tôt au théâtre et débute à la Comédie-Française en 1785. Ses qualités de comédienne lui permettent d’y entrer à 14 ans, en tenant le rôle titre dans Iphigénie de Racine. Ses débuts sont triomphaux. Cette jeune femme, que l'on décrit comme belle et blonde, épouse alors un violoniste qu’elle quittera rapidement.
À la Révolution, elle est arrêtée comme « suspecte », dans la nuit du 2 septembre 1793, avec 12 autres acteurs du Théâtre Français restés fidèles à la monarchie, et incarcérée à la prison Sainte-Pélagie, pour avoir joué une représentation théâtrale jugée séditieuse : Paméla. Elle sera libérée 5 mois plus tard et reprend la comédie.
Elle fait alors la connaissance du tragédien Talma, un des acteurs les plus célèbres de son temps et qui est l’époux de la danseuse Julie Carreau. Il mène grand train avec les revenus de son épouse qui assume ses dépenses. Les deux acteurs se plaisent et entament rapidement une vie commune. Julie, lasse, humiliée et à demi ruinée, accepte le divorce. Ils se marient en 1802.
En 1798, Caroline Vanhove et son père achètent à Brunoy une jolie propriété, la Malgouverne. Puis ils achètent la Gouvernerie et son parc, qu’a mis en vente le propriétaire Ribbing Frédérickson. Talma y mène des transformations très coûteuses et couvre le couple de dettes, avant de multiplier les frasques publiques. Il installe aussi à son domicile une maîtresse, qui aura trois enfants avant de mourir. Très vite, une nouvelle maîtresse apparaît, les dettes ne cessent de s’accumuler, malgré les aides financières d’un ami de Talma, un certain Napoléon.
Caroline reprend les rênes de la gestion du ménage et tente de divorcer.
À partir de ce moment, Caroline se place en marge de la vie tumultueuse des artistes. Elle quitte le théâtre, récupère une partie des sommes qu’elle a avancées à Talma et se ménage une vie calme dans un petit hôtel entouré de jardins, accompagnée par ses amis. Elle s'adonne à la peinture, au dessin, mais surtout elle écrit pour la jeunesse ou sur le théâtre. Elle rédige notamment Edmont et Juliette ou les Amants somnambules (1820), Le Château de Valmire ou Pauline et Théodore (1821), Réginalde ou la Vénitienne (1822), Élinor ou l'Épouse coupable (1824) et des Études sur l'art théâtral (1835).
Durant toutes ces années, c’est elle qui s’est occupée des trois enfants que Talma a eus avec sa maîtresse et qui a assumé les frais de la pension de Fontenay-sous-Bois où ils ont été envoyés.
À la mort de Talma, en 1826, délivrée, elle épouse le comte de Chalot, un cavalier, ami de longue date, avec qui elle aimait à discuter en se promenant. Mais il meurt rapidement. La « comtesse Vanhove » occupe ses journées en descendant les Champs-Élysées dans sa calèche, et sort souvent au théâtre.
Elle finit paisiblement sa vie le 10 avril 1860, à l’âge de 88 ans, dans son hôtel parisien du 193, rue de Vaugirard.
Sa tombe au cimetière du Montparnasse porte sur le socle son éloge écrit par le poète Jean-Baptiste Sanson de Pongerville.

## Théâtre

### Carrière à la Comédie-Française
Entrée en 1785
Nommée 187e sociétaire en 1785
Départ en 1811
- 1785 : Britannicus de Jean Racine : Junie
- 1785 : Eugénie de Beaumarchais : Eugénie
- 1785 : Iphigénie de Jean Racine : Iphigénie
- 1785 : Phèdre de Jean Racine : Aricie
- 1786 : Le Chevalier sans peur et sans reproche de Jacques-Marie Boutet de Monvel : la fille aînée
- 1786 : Apelle et Campaspe de Voiron : Campaspe
- 1786 : Virginie de Jean-François de La Harpe
- 1786 : Le Misanthrope de Molière : Eliante
- 1787 : L'École des pères de Pierre-Alexandre Pieyre : Mme de Courval
- 1787 : Athalie de Jean Racine : Zacharie
- 1787 : George Dandin de Molière : Angélique
- 1787 : Tartuffe de Molière : Mariane
- 1788 : Le Barbier de Séville de Beaumarchais : Rosine
- 1793 : Paméla ou La Vertu récompensée de Nicolas François de Neufchâteau d'après Samuel Richardson
- 1795 : Abufar ou La Famille arabe de Jean-François Ducis : Odéide
- 1797 : Agamemnon de Népomucène Lemercier : Cassandre
- 1799 : Mathilde de Jacques-Marie Boutet de Monvel : Mathilde
- 1799 : Tartuffe de Molière : Elmire
- 1799 : La Mère coupable de Beaumarchais : comtesse Almaviva
- 1799 : Abufar de Jean-François Ducis : Saléma
- 1800 : Camille ou Amitié et imprudence de Madame Pipelet : Camille
- 1800 : Montmorency de Henri de Carrion-Nizas : Anne
- 1800 : Orphis de Népomucène Lemercier : Naïs
- 1800 : Oscar fils d’Ossian d'Antoine-Vincent Arnault : Malvina
- 1800 : Othello ou le Maure de Venise de Jean-François Ducis d'après William Shakespeare : Hédelmone
- 1800 : Pinto ou la Journée d'une conspiration de Népomucène Lemercier : la duchesse de Bragance
- 1801 : Foedor et Wladamir ou la Famille de Sibérie de Jean-François Ducis : Arzéline
- 1801 : Henri VIII de Marie-Joseph Chénier : Anne de Boulen
- 1801 : Mithridate de Jean Racine : Monime
- 1801 : Andromaque de Jean Racine : Andromaque
- 1802 : Bajazet de Jean Racine : Atalide
- 1802 : Isule et Orovèse de Népomucène Lemercier : Isule
- 1802 : Le Roi et le Laboureur d'Antoine-Vincent Arnault : Félicie
- 1803 : Siri-Brahé ou les Curieuses de Henry Joseph Thurind de Ryss : Siri-Brahé
- 1803 : Le Misanthrope de Molière : Célimène
- 1804 : Shakespeare amoureux d'Alexandre Duval : Clarence
- 1804 : Pierre le Grand de Henri de Carrion-Nizas : Catherine
- 1805 : Le Tyran domestique d'Alexandre Duval : Mme Vilmont
- 1805 : Amélie Mansfield de Louis François Marie Bellin de La Liborlière : Amélie
- 1806 : La Jeunesse de Henri V d'Alexandre Duval : Lady Clara
- 1806 : Les Faux somnanbules de Jacques-Antoine de Révéroni Saint-Cyr : Orphise
- 1807 : Les Projets d'enlèvement de Théodore Pain : Araminte
- 1807 : Le Mariage de Figaro de Beaumarchais : la comtesse
- 1808 : L'Homme aux convenances d'Étienne de Jouy : Mme de Surville
- 1808 : Louise ou la Réconciliation de Julie Candeille : Mme de Mersenne
- 1809 : Le Chevalier d'industrie d'Alexandre Duval : Mme Franval
- 1810 : La Mère confidente de Marivaux : Mme Argante